# Kate Gynther
Kate Gynther (Brisbane, 5 luglio 1982) è una pallanuotista australiana, vincitrice di una medaglia di bronzo ai giochi olimpici di Pechino 2008.